# فوربس كينيدي
فوربس كينيدي (بالإنجليزية: Forbes Kennedy)‏ (و. 1935  م) هو لاعب هوكي الجليد كندي، ولد في دورتشستر، مركز لعبه هو مركز ‏.

## روابط خارجية
- فوربس كينيدي على موقع دوري الهوكي الوطني (الإنجليزية)
- فوربس كينيدي على موقع قاعة مشاهير الهوكي (لاعب أن.إتش.أل) (الإنجليزية)
- فوربس كينيدي على موقع EliteProspects.com (الإنجليزية)
- فوربس كينيدي على موقع HockeyDB.com (الإنجليزية)
- فوربس كينيدي على موقع Hockey-Reference.com (الإنجليزية)